# Tranh cãi đoạn băng của Donald Trump và Billy Bush
Vào ngày 7 tháng 10 năm 2016, trong cuộc bầu cử tổng thống Hoa Kỳ 2016, The Washington Post đã phát hành một video và một bài viết đi kèm về Donald Trump và Billy Bush đang có "một cuộc trò chuyện rất dâm dục về phụ nữ" trong năm 2005. Trong đoạn video, Trump cho hay ông có thể đã bắt đầu hôn một người phụ nữ mà ông và Bush đang chuẩn bị gặp trong buổi quay một tập phim của Access Hollywood, một chương trình của NBCUniversal. Trump sau đó nói: "Tôi còn không chờ đợi gì cả. Và khi anh là một ngôi sao, họ sẽ để anh làm mọi việc, anh có thể làm bất cứ việc gì cũng được... nắm vào vùng kín của họ luôn." Các nhà bình luận và hoạt động truyền thông, bao gồm Anderson Cooper, Lisa Bloom, và Planned Parenthood, đã miêu tả hành động này là hành động tấn công tình dục.
Các tin tức về đoạn băng đã bùng lên chỉ hai ngày trước khi diễn ra cuộc tranh luận tổng thống 2016 lần thứ hai giữa Trump, ứng viên từ đảng Cộng hòa, và ứng viên từ đảng Dân chủ Hillary Clinton. Trump sau đó đã tuyên bố xin lỗi về nội dung của đoạn video, nhưng cũng nói rằng Bill Clinton đã "nói những điều tệ hơn tôi nhiều trên sân golf." Bất chấp những tác động lớn của đoạn băng, Trump vẫn chiến thắng trong cuộc bầu cử.
Đoạn băng đã gây nên làn sóng phản ứng mạnh mẽ từ các nhân vật truyền thông và chính trị gia. Nhiều chính trị gia đảng Cộng hòa đã đưa ra nhiều lời tuyên bố khác nhau về đoạn băng. Một số người, bao gồm Lãnh tụ đa số tại Hạ viện Mitch McConnell, ứng cử viên phó tổng thống đồng hành của Trump Mike Pence, và Chủ tịch Ủy ban Cộng hòa Quốc gia Reince Priebus, nói rằng họ không đồng ý với những lời lẽ của ông Trump nhưng không rút lại hay thay đổi sự ủng hộ hay kêu gọi ông tranh cử Tổng thống. Các chính trị gia đảng Cộng hòa khác, nổi bật nhất là cựu ứng viên tổng thống John McCain, tuyên bố rằng họ sẽ không còn ủng hộ chiến dịch tranh cử tổng thống của Trump nữa, và một số còn kêu gọi ông rút lui. Chủ tịch Hạ viện Paul Ryan cho biết ông sẽ không còn bảo vệ hay hỗ trợ cho chiến dịch của ông Trump, nhưng không rút lại hẳn sự ủng hộ của ông với Trump.

## Đoạn băng
Đoạn video được quay vào tháng 9 năm 2005 tại khu đỗ xe của trường quay NBC Studios khi Trump đang chuẩn bị xuất hiện trong một tập của loạt phim truyền hình Days of Our Lives do NBC sản xuất. Access Hollywood, một chương trình tin tức giải trí đồng hành được sở hữu bởi NBCUniversal, tổ chức một buổi phỏng vấn hậu trường với Trump về sự xuất hiện với tư cách là khách mời của ông, trong đó Trump và Bush đi trên một chiếc xe buýt tham quan dành riêng cho mục Access Across America được sản xuất để kỷ niệm mùa thứ 10 của chương trình. Đoạn video chứa đoạn âm thanh ghi lại cuộc trò chuyện của Trump và Billy Bush, đồng dẫn chương trình lúc đó của Access Hollywood, trên một chiếc xe buýt được trang trí với tên của chương trình. Trump và Bush lúc đó đang đeo micro trên người, vô tình đã ghi âm lại cuộc trò chuyện của họ. Trump sau đó được diễn tả là "có thể đã để ý rằng mình đang được quay trên một chương trình TV vào thời điểm đó". Trong đoạn băng được phát hành, cuộc trò chuyện của họ chủ yếu về thái độ của ông ấy với phụ nữ.
Theo một người phát ngôn của Access Hollywood, có tổng cộng 7 người khác đang trên xe buýt lúc đó: hai người quay phim, tài xế xe buýt, nhà sản xuất của chương trình, một trợ lý sản xuất, vệ sĩ của Trump, và người đại diện quan hệ công chúng của Trump. Khi xe đi vào khu đỗ, đoàn quay phim được cho xuống xe để quay cảnh Trump và Bush xuống xe và gặp Arianne Zucker, người đã đóng vai nhân vật Nicole Walker trong series và xuất hiện cùng với Trump trong tập phim ông được mời xuất hiện.

### Nội dung
Trong video, Trump kể với Billy Bush về một lần tán tính thất bại Nancy O'Dell, chính là đồng dẫn chương trình với Bush tại thời điểm đó:
Tôi đã cố đè lên cô ta, và tôi đã thất bại. Tôi phải thừa nhận thế. Đúng là tôi có cố làm tình với cô ta thật. Mà cô ta đã kết hôn rồi. Và tôi đã đè lên cô ta rất nặng nề. Thực ra, tôi dẫn cô ta đi mua đồ nội thất. Cô ta muốn mua một ít đồ nội thất. Tôi bảo là, "Tôi sẽ chỉ cho em biết chỗ có nhiều đồ nội thất đẹp." Tôi đè lên cô ta như một ả điếm vậy, nhưng tôi lại không làm được. Và cô ta đã kết hôn rồi. Rồi tự nhiên tôi nhìn cô ta, giờ cô ta lại có bộ ngực lớn giả tạo và mọi thứ khác nữa. Cô ta nhìn hoàn toàn khác hẳn luôn.

Sau đó, theo Arianne Zucker (người mà họ đang đợi gặp), Trump còn nói:
Tôi phải ăn mấy viên kẹo Tiic Tacs, chỉ đề phòng nếu tôi bắt đầu hôn cô ta. Anh biết là tôi rất thu hút những người đẹp mà—Tôi chỉ bắt đầu hôn họ thôi. Như là nam châm vậy. Chỉ có hôn thôi. Tôi còn không chờ đợi gì cả. Và khi anh là một ngôi sao, họ sẽ để anh làm mọi việc, anh có thể làm bất cứ việc gì cũng được... nắm vào vùng kín của họ luôn. Anh có thể làm bất cứ việc gì.

## Công khai
Theo Access Hollywood, việc khám phá ra đoạn video được thực hiện nhờ vào "lời bác bỏ các cáo buộc của ông Trump có trong một câu chuyện trên Associated Press, trong đó 20 nhân viên cũ của chương trình Apprentice miêu tả hành động của ông Trump với phụ nữ là dâm dục và không phù hợp." Một nguồn tin của NBC nói rằng một nhà sản xuất của Access Hollywood đã nhớ lại về cuộc trò chuyện vào thứ Hai, ngày 3 tháng 10, và để nó trong kho lưu trữ của chương trình.  Trang tin tức người nổi tiếng TMZ lại đưa ra câu chuyện khác: khi các quản lý tại NBC biết tin về đoạn video, họ nghĩ rằng lúc đó là quá sớm để phát hành nó trong mùa bầu cử tổng thống để nó tạo nên một hiệu ứng mạnh nhất, và (theo TMZ) những quản lý đó đã công khai nói rằng họ đã biết về đoạn video từ rất lâu trước khi nó được phát hành công khai.
NBC đã thảo luận về việc có nên phát hành đoạn băng và mời các luật sư xem xét về tính pháp lý của việc phát hành đó hay không, vì việc các hãng truyền thông tin tức khác có thể bị các bên liên quan kiện tụng khi phát hành video là điều dễ thấy. Tới ngày thứ Ba, ngày 4 tháng 10, NBC bắt đầu chuẩn bị một câu chuyện về đoạn băng nhưng vẫn chưa phát công khai đoạn băng trong ba ngày tiếp sau đó. Vào thứ Sáu, ngày 7 tháng 10, vào khoảng 11 giờ sáng, một nguồn chưa xác định đã gửi một bản sao của đoạn băng cho phóng viên của Washington Post David Fahrenthold, người đã liên hệ với NBC để xin bình luận, thông báo cho chiến dịch của Trump rằng anh đang nắm giữ đoạn video, kiểm tra tính xác thực của đoạn video, và đăng tải một câu chuyện cùng với chính đoạn băng đó trước 4 giờ chiều. Biết được rằng Post có thể sẽ đăng tải về câu chuyện ngay lập tức, NBC News cũng đăng tải câu chuyện của riêng họ "chỉ vài phút" sau khi câu chuyện của Post được đăng tải.
Tới buổi tối hôm đó, câu chuyện của Post đã trở thành "bài viết có nhiều lượt xem đồng thời nhất trong lịch sử trang web của Post" với hơn 100.000 người đã đọc nó chỉ trong buổi chiều ngày 7 tháng 10. Máy chủ của Post trong ngày đó cũng đã bị quá tải trong một thời gian ngắn.

## Phản ứng

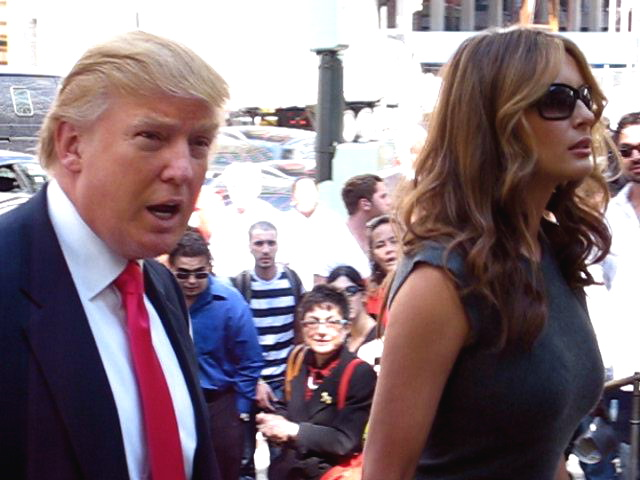
Trump và vợ Melania

Phản ứng diễn ra rất nhanh chóng, với việc đối thủ tranh cử tổng thống của ông Trump Hillary Clinton là một trong những nhân vật chính trị đầu tiên phản ứng trước đoạn băng. Bà đăng một dòng tweet một thời gian ngắn sau khi đoạn băng được phát hành, "Thật là tồi tệ. Chúng ta không thể để người đàn ông này trở thành tổng thống được." Ứng cử viên phó tổng thống đồng hành với Clinton Tim Kaine nói về đoạn băng, "Nó khiến bụng tôi phát ốm [...] Tôi buồn khi phải nói rằng tôi không ngạc nhiên chút nào." Tại cuộc tranh luận tổng thống lần thứ hai diễn ra hai ngày sau đó, Clinton nói về đoạn băng, "Với những ứng cử viên tổng thống trước từ đảng Cộng hòa, tôi không đồng ý với họ, về chính trị, chính sách, nguyên tắc của họ, nhưng tôi chưa bao giờ phải thắc mắc về khả năng cống hiến của họ. Donald Trump thì lại khác."
Trong tập thứ hai của mùa thứ 42 chương trình Saturday Night Live (lên sóng lần đầu ngày 8 tháng 10), Alec Baldwin đóng vai Donald Trump để châm biếm tranh cãi này. Samantha Bee, dẫn chương trình Full Frontal with Samantha Bee, đảo ngược lại giới tính của các nhân vật trong đoạn băng trong một video châm biếm và cũng đưa ra một lời "xin lỗi" cho video này trên Twitter. Ca sĩ-nhạc sĩ Carly Simon cho phép sử dụng bài hát năm 1972 của bà "You're So Vain" trong các quảng cáo chống Trump—lần đầu tiên bà cho phép sử dụng nó cho mục đích chính trị—và tuyên bố phản đối Trump để phản hồi trước đoạn băng.
Vợ của Trump Melania nói: "Những lời nói mà chồng tôi đã dùng là không thể chấp nhận được và phản cảm đối với tôi. Đây không phải là người đàn ông mà tôi biết." Cô cũng nói thêm rằng cô mong "mọi người sẽ chấp nhận lời xin lỗi của ông ấy, như tôi đã làm".

### Sự chú ý của truyền thông và luật pháp vào Trump
Nắm vào âm hộ của một người phụ nữ mà không được sự cho phép được coi là tấn công tình dục trong hầu hết các khung pháp lý tại Hoa Kỳ. Nhiều luật sư và các nhà bình luận truyền thông đặc trưng cuộc trò chuyện của Trump là sự mô tả hành vi tấn công tình dục. Lisa Bloom, một chuyên gia về quấy rối tình dục và luật sư nhân quyền, nói rằng: "Hãy nói thật rõ ràng, ông ấy đang nói về tấn công tình dục. Ông ấy đang nói về việc nắm vào bộ phận sinh dục của phụ nữ mà chưa được cô ấy cho phép." Trump và một số người ủng hộ ông cho rằng Trump không hề nói ông đã thực hiện hành vi tấn công tình dục, hoặc cho rằng hành động sờ soạng như vậy không phải là tấn công tình dục. Nhà báo Emily Crockett nói rằng đây là một bằng chứng nữa cho một trào lưu bình thường hòa việc tấn công tình dục với phụ nữ.
John Banzhaf, một giáo sư pháp luật về lợi ích công cộng của Đại học George Washington, cho rằng "nếu như Trump bỗng dưng và không báo trước mà đưa tay ra và nắm vào vùng kín hay ngực của một phụ nữ, rõ ràng đó là hành động tấn công tình dục", theo như trong lời nói của Trump "Tôi còn không chờ đợi gì cả." Điều này đã gây nên nhiều tranh cãi, tuy nhiên, mặc dù Trump đã nói "Tôi còn không chờ đợi gì cả," ông ấy có thể có một hàm ý gì đó như đang đồng tình với hành động của mình. Điều này được chỉ ra trong lời nói của Trump có câu "và khi anh là một ngôi sao, họ sẽ để cho anh làm mọi việc. Anh có thể làm bất cứ điều gì cũng được". Mặc dù vậy, những lời nói thể hiện sự đồng tình về hành động vẫn được thể hiện sau khi hành động đã được thực hiện, và vì vậy không được coi là sự đồng tình theo luật. Theo định nghĩa, sự đồng tình trong pháp luật yêu cầu phải được thể hiện trước thực hiện hành động. Một hành động sẽ không được coi là đã được thực hiện với sự đồng tình khi mà nạn nhận không thể phản đối được hành động của thủ phạm sau sự việc. Có nhiều trường hợp khác khi mà sự đồng tình đã được công bố là xảy ra bị coi là không có giá trị pháp lý, bao gồm một số dạng hiếp dâm với các nạn nhân không thể đưa ra được sự đồng tình về mặt pháp lý (như trẻ em, người tàn tật, những người mất khả năng nhận thức do thuốc, các chất gây nghiện hoặc đồ uống có cồn) hay hiếp dâm bằng cách lừa đảo, v.v.
Nó đã khiến cho truyền thông bình luận nhiều hơn về việc đánh giá phụ nữ qua cái nhìn trước đây của Trump, cùng với những lời nói khác được coi là phân biệt giới tính. Vào ngày 8 tháng 10, CNN phát sóng các đoạn từ nhiều cuộc phỏng vấn của Trump với The Howard Stern Show trước khi ông bắt đầu sự nghiệp chính trị, trong đó ông đã có những bình luận tương tự như trong đoạn băng Access Hollywood. Vào tháng 9 năm 2004, Trump bình luận về cơ thể của con gái Ivanka và, khi được hỏi, ông nói với Stern rằng việc gọi con gái ông "thật hấp dẫn" là bình thường. Vào ngày 9 tháng 10, các thí sinh cũ của Trump trong chương trình truyền hình thực tế The Apprentice và nhà báo Geraldo Rivera nói rằng họ đều có các đoạn băng đầy bê bối khác của Trump, nhưng không cho biết có định phát hành ra công chúng không. Rivera sau đó nói rằng ông đã tìm kiếm các tập tin của ông và không tìm thấy gì liên quan tới bê bối này.

### Những bên liên quan

#### Billy Bush
Trong khi tranh cãi này được chủ yếu tập trung vào Trump, Bush cũng phải đối mặt với nhiều phản ứng dữ dội sau khi đoạn băng được tiết lộ, chủ yếu là do lời đánh giá rằng Zucker "thật nóng bỏng" và anh còn thôi thúc cô ấy ôm Trump sau khi họ xuống xe. Bush nhận được nhiều lời chỉ trích trên mạng, kêu gọi anh thôi dẫn chương trình The Today Show. The Washington Post cho rằng, "Hình ảnh của Bush trước công chúng đã bị tổn hại—có lẽ là không thể sửa chữa lại được nữa." Đã có rất nhiều bình luận tiêu cực trên các tài khoản mạng xã hội của Bush sau khi đoạn băng được phát hành khiến anh phải gỡ tài khoản Twitter của mình vào tối ngày 7 tháng 11. Tối hôm đó, Bush tuyên bố lời xin lỗi, nói rằng, "Rõ ràng tôi đang cảm thấy rất xấu hổ và hổ thẹn. Việc này đã xảy ra mười một năm trước rồi—Lúc đó tôi còn trẻ, chưa trưởng thành, và đã hành động một cách ngu ngốc. Tôi rất xin lỗi."
Tranh cãi này đã dẫn đến những suy đoán rằng công việc của Bush trên chương trình Today đang có nguy cơ đổ vỡ, do những phản ứng dữ dội đối với anh trên mạng xã hội cùng với khả năng rằng việc đoạn băng được tiết lộ có thể tạo nên một môi trường làm việc không tốt giữa Bush và các nhân viên sản xuất của chương trình, chủ yếu là phụ nữ. Các nhà điều hành của NBC đã xác nhận vào tối ngày 8 tháng 10 rằng công việc của Bush vẫn còn và anh sẽ nói về tranh cãi này trong tập ngày 10 tháng 10 của Today. Vào thứ Hai, ngày 10 tháng 10, NBC thay đổi lại quyết định và thông báo rằng Bush sẽ bị đình chỉ khỏi chương trình Today vô thời hạn để chờ tiếp tục xem xét; vì là người dẫn, việc anh bị đình chỉ được thông báo một cách ngắn gọn trong buổi phát sóng ngày hôm đó. Một ngày sau, vào ngày 11 tháng 10, nhiều nguồn truyền thông cho biết NBC đang "đàm phán về sự rời bỏ của anh". Vào ngày 17 tháng 10, NBC thông báo Bush đã bị sa thải.
Việc Bush là thành viên của gia tộc Bush (cụ thể, anh là em họ của cựu Tổng thống George W. Bush và là cháu trai của cựu tổng thống George H. W. Bush) cũng được nhắc tới trong tranh cãi này. The Economist nhận xét, "Ai lại có thể nghĩ rằng Billy Bush, một người dẫn chương trình tin tức 'Today' của NBC, lại có ảnh hưởng lớn hơn cả người anh họ Jeb trong cuộc bầu cử này, người mà nhiều người đảng Cộng hòa đã dự định sẽ thắng cử?"

#### Những người và chủ thể được Trump nhắc tới
Nancy O'Dell, người phụ nữ đã kết hôn mà Trump đã nói tới, nói rằng: 
Gạt chính trị sang một bên, tôi cảm thấy rất buồn khi mà những lời nói như vậy vẫn còn tồn tại trong xã hội của chúng ta. Khi tôi nghe những lời nói này ngày hôm qua, thật là thất vọng khi phải nghe thấy những hành động đối xử tệ bạc với phụ nữ như vậy. Cuộc nói chuyện này cần phải thay đổi vì không có phụ nữ nào, không có người nào, phải nhận những lời lẽ thô lỗ như vậy, kể cả khi máy quay có chạy hay không. Mọi người đều xứng đáng được tôn trọng bất chấp thân thế hay giới tính. Là một người phụ nữ đã làm việc rất vất vả để ổn định sự nghiệp, và là một người mẹ, tôi cảm thấy phải lên tiếng với hi vọng rằng là một xã hội, ta phải luôn cố gắng để trở nên tốt hơn.
Sau khi sản phẩm của mình được nhắc đến bởi Trump trong đoạn băng, Tic Tac đăng tải một lời thông báo trên Twitter nói rằng, "Tic Tac luôn tôn trọng tất cả phụ nữ. Chúng tôi thấy rằng những lời lẽ và hành động gần đây là hoàn toàn không phù hợp và không thể chấp nhận được."
Phản ứng trước sự liên quan bất đắc dĩ của mình trong sự việc, Zucker viết trên Twitter, "Cách mà chúng ta đối xử với nhau, cho dù là ở đằng sau cánh cửa kín, trong phòng thay đồ hay đối mặt với nhau, cần phải thực hiện với sự tử tế, phẩm giá và sự tôn trọng."

### Đảng Cộng hòa
Sự việc đã bị nhiều đảng viên Cộng hòa nổi bật lên án. Chủ tịch Ủy ban Cộng hòa Quốc gia (RNC) Reince Priebus nói, "Không có người phụ nữ nào phải bị mô tả bằng những lời nói như vậy hay bị nói theo cách như vậy. Không bao giờ." RNC đã hủy bỏ tất cả sự ủng hộ cho chiến dịch của Trump không lâu sau đó. Cựu thống đốc bang Massachusetts Mitt Romney, ứng cử viên tổng thống đảng Cộng hòa năm 2012, đăng dòng tweet, "Nhằm vào người phụ nữ đã kết hôn? Tấn công vào cô ta? Hành động ghê tởm như vậy đã làm hạ thấp bộ mặt của những người vợ và con gái của chúng ta và bộ mặt của nước Mỹ trước toàn thế giới." Thống đốc Ohio John Kasich, đối thủ chính trước đó của Trump, gọi những lời lẽ này là "không thể biện hộ được"; cựu thống đốc Florida Jeb Bush, cũng từng là đối thủ chính, gọi chúng "đáng bị khiển trách."
Lãnh tụ đa số Hạ viện Mitch McConnell cũng lên án đoạn video, nhưng tiếp tục ủng hộ Trump. Paul Ryan, Chủ tịch Hạ viện, hủy lời mời Trump tới một buổi tranh cử của mình, thông báo rằng ông sẽ không còn bảo vệ hay ủng hộ chiến dịch tranh cử của Trump, và trong một bước đi bất ngờ, ông cho phép các thành viên nghị viện nhỏ sử dụng phán quyết của, nói rằng "mọi người cần phải làm những gì tốt nhất cho mình và cho khu vực của mình."
Nhiều thành viện đảng Cộng hòa đã rút lại sự ủng hộ của mình sau khi video được phát hành, bao gồm các Thống đốc Bill Haslam và Robert J. Bentley; thành viên tại Hạ viện Bradley Byrne, Jason Chaffetz, và Joe Heck; và Thượng nghị sĩ Kelly Ayotte, Mike Crapo, và John McCain. Cựu Thống đốc California Arnold Schwarzenegger, người trước đó luôn giữ bí mật ý kiến của mình trong suốt thời gian tranh cử, ra thông báo, "Lần đầu tiên kể từ khi tôi trở thành một công dân vào năm 1983, tôi sẽ không bỏ phiếu cho ứng viên đảng Cộng hòa... Dù tôi rất tự hào khi trở thành đảng viên Cộng hòa, vẫn còn một thứ khác luôn đứng trên hết — Người dân Mỹ." Tới 11 tháng 10, "gần một phần ba" Thượng nghị sĩ Cộng hòa nói sẽ không bầu cho Trump. Các đảng viên Cộng hòa khác tiếp tục ủng hộ cho Trump, trong đó có cựu ứng viên tổng thống năm 2016 đảng Cộng hòa Ben Carson, lãnh đạo Tin lành Tony Perkins và Ralph E. Reed Jr., và cựu quản lý tranh cử của Trump Corey Lewandowski. Trong một dòng tweet, Ted Cruz đặt ra câu hỏi tại sao NBC, người sở hữu đoạn băng, lại giữ nguyên nó tới tận 11 năm.

#### Kêu gọi từ bỏ tranh cử
Tới ngày 8 tháng 10, vài chục đảng viên Cộng hòa đã kêu gọi Trump rút khỏi chiến dịch và để ứng cử viên phó tổng thống liên danh của ông, Mike Pence, tiếp quản vị trí ứng viên tổng thống đảng Cộng hòa. Trong số những người kêu gọi Pence tiếp quản có cựu Thống đốc Utah Jon Huntsman Jr., Thượng nghj sĩ Dan Sullivan của Alaska, Cory Gardner của Colorado và Deb Fischer của Nebraska, và nghị sĩ Hạ viện Jason Chaffetz của Utah, Bradley Byrne của Alabama, Rodney Davis của Illinois, và Ann Wagner của Missouri.
Chính Pence cũng đã đưa ra một lời tuyên bố vào ngày 8 tháng 10, nói rằng, "Là một người chồng và người cha, tôi thấy bị xúc phạm bởi những lời lẽ và hành động Trump đã miêu tả trong video 11 năm trước được phát hành hôm qua.... Tôi không đồng tình với những lời nói đó và không thể biện hộ cho chúng." Tuy nhiên, ông nói vẫn sẽ tiếp tục ủng hộ Trump vì ông ấy "đã thể hiện sự hối lỗi và đã xin lỗi tới người dân Mỹ."
Trump quyết tâm không rời bỏ cuộc đua. Tới ngày 8 tháng 9, với những lý do:
- Không thể đổi được tên trong lá phiếu vào ngày chót chỉ vì lý do pháp lý.[79]
- Nhiều lá phiếu bầu cử đã được in ra, và nếu muốn thay chúng sẽ rất tốn kém.[79]
- Ở các bang có bầu cử sớm, hàng ngàn lá phiếu đã được người dân bỏ rồi.[79]

Các nhà bình luận nói rằng sẽ rất khó, thậm chí không thể, để thay thế Trump trong vị trí ứng viên đảng Cộng hòa.
Trong những ngày tiếp theo, một vài đảng viên Cộng hòa muốn Trump bỏ cuộc nói rằng họ vẫn sẽ bầu cho ông.

## Phản hồi của Trump
Sau khi video Access Hollywood được đăng tải, Trump đưa ra phản hồi đầu tiên của mình trong một tuyên bố được viết và đăng tải trên trang web chiến dịch tranh cử của ông:
Đây chỉ là lời đùa trong phòng thay đồ, một cuộc trò chuyện riêng tư từ nhiều năm trước. Bill Clinton trên sân golf đã nói những lời lẽ tồi tệ hơn tôi nhiều. Tôi xin lỗi nếu ai đó cảm thấy bị xúc phạm.

Vào sáng sớm thứ Bảy, ngày 8 tháng 10, Donald Trump đưa ra một lời tuyên bố dài hơn trong một video. Trong video, Trump nói "Tôi đã nói những điều đó, tôi đã sai, và tôi xin lỗi." Ông "cam kết sẽ trở thành một người tốt hơn" và kết thúc video với cáo buộc rằng Bill Clinton, cựu Tổng thống Hoa Kỳ và là chồng của Hillary Clinton, đối thủ của Trump từ đảng Dân chủ, đã "quấy rối phụ nữ," và Hillary đã bắt nạt và tấn công những nạn nhân của chồng bà ấy. Video của Trump kết thúc với lời hứa sẽ đưa ra bàn luận về cáo buộc của nhà Clinton trong những ngày tới. Lời tuyên bố của Trump đã bị chỉ trích nặng nề bởi dư luận là giả dối, và là một nỗ lực để chuyển hướng sự chú ý từ những lời bình luận của Trump sang các cáo buộc vô căn cứ của ông với đối thủ của mình. Trump đăng một dòng tweet trên Twitter ngày hôm sau: "Chắc chắn 24 giờ vừa rồi thật thú vị!"
Càng về những ngày sau đó, càng nhiều người đảng Cộng hòa từ việc chỉ trích lời nói của Trump hay rút lại sự ủng hộ với ông, đã bắt đầu kêu gọi ông bỏ cuộc khỏi cuộc tranh cử tổng thống và nhường lại vị trí ứng cử viên tổng thống đảng Cộng hòa cho người khác. Vào buổi chiều ngày 8 tháng 10, Trump đáp trả với một dòng tweet: "Truyền thông và mọi người đang rất muốn tôi bỏ cuộc - TÔI SẼ KHÔNG BAO GIỜ BỎ CUỘC, SẼ KHÔNG BAO GIỜ ĐỂ NHỮNG NGƯỜI ỦNG HỘ TÔI PHẢI THẤT VỌNG! #MAGA".

## Tác động và hậu quả
Việc phát hành đoạn băng đã dẫn tới một sự dự đoán mới về cuộc tranh luận ngày 9 tháng 10 giữa Trump và Hillary Clinton, khi nó sẽ là lần đầu tiên mỗi ứng viên được trực tiếp nói về tranh cãi này. Chưa đầy hai giờ trước khi cuộc tranh luận bắt đầu, Trump tổ chức một cuộc họp báo bất ngờ tại St. Louis với Paula Jones, Kathleen Willey, và Juanita Broaddrick, những người đã buộc tội Bill Clinton lạm dụng tình dục, và Kathy Shelton, một nạn nhân hiếp dâm trong đó hung thủ đã được đã được Hillary bào chữa cho trong thập niên 1970, lúc đó bà là một luật sư công được chỉ định. Miêu tả buổi họp báo là để "chuẩn bị cho buổi tranh luận", Trump mô tả những người phụ nữ này là "dũng cảm" và là "nạn nhân của nhà Clinton", rồi mỗi người trong số họ đã nhắc lại lời cáo buộc của mình với nhà Clinton. Tại cuộc họp báo, Trump từ chối trả lời các câu hỏi của báo chí về đoạn băng Access Hollywood. Chiến dịch của Clinton bác bỏ buổi họp báo và cho rằng nó là "một hành động của sự tuyệt vọng" và lên án "cuộc đua đầy phá hoại đi tới tận đáy" của Trump. Đệ nhất Phu nhân Michelle Obama nói về tranh cãi này, "Nó đã làm rung chuyển tới sâu trong tận thâm tâm tôi bằng một cách mà tôi không thể biết trước được."
Trong buổi tranh luận, người đồng điều khiển Anderson Cooper liên tục thúc ép Trump về việc liệu cuộc nói chuyện trong đoạn băng có nghĩa là ông đã thực hiện tấn công tình dục không. Trump liên tục nói rằng nó "chỉ là cuộc nói chuyện trong phòng thay đồ" và "tôi không tự hào về nó," và nói ông muốn chuyển sang những nội dung khác, nhưng cuối cùng đã phải trả lời "Tôi chưa làm điều đó." Báo chí sau đó đã tiết lộ rằng Trump đã sắp xếp cho những người phụ nữ trong buổi họp báo ngồi tại khu vực dành cho gia đình của ông và rằng họ đang bước vào khu vực khán giả cùng lúc với Bill và đối diện với ông trên sóng truyền hình trực tiếp, nhưng những người tổ chức tranh luận đã can thiệp và ngăn kịch bản đó của Trump xảy ra. Associated Press sau đó đưa tin rằng Willey và Shelton trước đó đã được đền bù tài chính bởi đồng minh của Trump, Roger Stone trong chiến dịch tranh cử.
Một thời gian ngắn sau khi câu chuyện được đăng tải vào ngày 7 tháng 10, nhà văn người Canada Kelly Oxford đăng lên Twitter, "Những người phụ nữ: hãy gửi tweet cho tôi về lần đầu tiên bạn bị tấn công. chúng không phải chỉ là thống kê." Chỉ trong vài giờ, đoạn tweet đã được lan truyền rất nhanh, nhận được hàng ngàn lời phản hồi, nhiều lời phản hồi trong số đó có liên quan đến các câu chuyện về tấn công tình dục với phụ nữ. Hơn 30 triệu người đã xem hoặc hồi đáp dòng tweet của Oxford chỉ trong một tuần.
Nhiều vận động viên và huấn luyện viên chuyên nghiệp bác bỏ lời khẳng định của Trump rằng những gì ông nói trong đoạn băng là "cuộc trò chuyện trong phòng thay đồ," nói rằng những lời bình luận như vậy thật không bình thường hay không thể chấp nhận được. Huấn luyện viên của đội Los Angeles Clippers Doc Rivers nói, "[Nếu lời nói của Trump là cuộc trò chuyện trong phòng thay đồ] phòng thay đồ đó với tôi thật là mới đấy." Cầu thủ giao bóng của Oakland Athletics Sean Doolittle đăng dòng tweet, "Là một vận động viên, tôi đã ở trong phòng thay đồ trong cả quãng đời người lớn của tôi và, ừm, đó không phải là cuộc nói chuyện trong phòng thay đồ." Cầu thủ bắt bóng của Kansas City Chiefs Chris Conley đăng tweet, "Để tham khảo, tôi làm việc trong một phòng thay đồ (mỗi ngày)... đó không phải cuộc trò chuyện trong phòng thay đồ. Chỉ để bạn biết vậy thôi..." Cầu thủ giao bóng của Los Angeles Dodgers Brett Anderson đăng tweet, "Donald Trump đã ở trong cái phòng thay đồ quái quỷ nào vậy..." Hậu vệ của NBA Kendall Marshall đăng tweet, "PSA: tình dục mà không có sự đồng ý thì KHÔNG PHẢI là cuộc trò chuyện trong phòng thay đồ." Tiền vệ của LA Galaxy Robbie Rogers đăng tweet, "Là một vận động viên tôi cảm thấy bị xúc phạm khi mà @realDonaldTrump cứ dùng cụm từ "cuộc trò chuyện trong phòng thay đồ" để làm cái cớ như vậy." Vận động viên điền kinh Olympic Queen Harrison đăng tweet, " 'Cuộc nói chuyện trong phòng thay đồ,' 'Con trai chỉ là con trai,' 'Lời đùa vô hại.' Đây không phải là những lý do chính đáng cho cách cư xử này. Chưa bao giờ như vậy, sẽ không bao giờ như vậy." Cầu thủ nút chặn của Atlanta Falcons Jacob Tamme đăng tweet, "Nó không hề bình thường. Và kể cả khi nó có bình thường đi chăng nữa, thì nó cũng không đúng đắn." Những lời phản hồi này cũng góp phần tạo nên hashtag #NotInMyLockerRoom (#KhôngPhảiTrongPhòngThayĐồCủaTôi).
Phản ứng dữ dôi từ những lời bình luận góp phần tạo nên trào lưu hashtag và meme chống lại Trump có tên "'Pussy Grabs Back' vào Ngày Bầu cử" trong đó có hình ảnh của một con mèo đang gầm gừ. The Guardian viết rằng hình ảnh đó đã trở thành một "nơi tập hợp những tiếng kêu giận dữ của phụ nữ chống lại Trump".
Lời khẳng định của Trump rằng ông chưa từng hôn hay sờ soạng phụ nữ mà không được đồng tình đã dẫn tới thêm nhiều cáo buộc nữa bởi một số người phụ nữ cho rằng Trump đã tấn công tình dục họ. Chiến dịch tranh cử của Trump tiếp tục bác bỏ những cáo buộc này.

### Các đoạn băng khác
Sau khi đoạn băng được phát hành, Bill Pruitt, một nhà sản xuất của hai mùa đầu tiên series truyền hình The Apprentice, khẳng định còn có một đoạn băng hậu trường khác trong đó Trump đã nói những thứ "còn tồi tệ hơn nhiều". Bộ phận tin tức của NBC không có quyền truy cập vào kho lưu trữ của chương trình này. Một nhà sản xuất Apprentice khác, Chris Nee, khẳng định Trump đã nói từ "nigger" (từ chỉ người da đen mang ý phân biệt chủng tộc) trong đoạn băng lưu trữ. Một chiến dịch trên GoFundMe đã được khởi động với mục đích gây quỹ 5,1 triệu đôla để phát hành thêm các đoạn băng khác. Chiến dịch này có tên là "Trump Sunlight Campaign". Chris Nee viết trên Twitter tới Mark Cuban rằng sẽ có một khoản phạt 5 triệu đôla nếu đoạn băng bị rò rỉ. David Brock nói rằng anh sẽ chi trả khoản tiền phạt để phát hành những đoạn băng từ The Apprentice.
Vào ngày 20 tháng 12, một ngày sau cuộc bỏ phiếu đại cử tri chính thức, diễn viên Tom Arnold khẳng định ông có một đoạn băng trong đó Trump đã nói "mọi điều bẩn thỉu, xúc phạm và phân biệt chúng tộc nhất".